# نیمکت (مجموعه تلویزیونی)
نیمکت یک نمایش تلویزیونی از نوع آنتولوژی محصول سال ۱۳۸۴ به کارگردانی، نویسندگی محمد رحمانیان و تهیه‌کنندگی شهاب‌الدین حجازی می‌باشد که از شبکه یک پخش شد. این مجموعه در ۹۵ قسمت ۱۵ دقیقه ای تهیه شد.
این مجموعه معضلات و مشکلات اجتماعی و خانوادگی را در قالب تئاتر نمایشی به نمایش می‌گذارد.

## بازیگران
- افشین هاشمی
- آیدا کیخایی
- الهام پاوه‌نژاد
- جمشید جهانزاده
- شمسی فضل‌الهی
- علی عمرانی
- دانیال کوهستانی
- مهتاب نصیرپور

## جوایز و نامزدها
| ۱۳۸۵ | نهمین دوره جشن حافظ |                                  |                  |          |
| ۱۳۸۵ | نهمین دوره جشن حافظ | بهترین مجموعه تلویزیونی          | شهاب الدین حجازی | نامزدشده |
| ۱۳۸۵ | نهمین دوره جشن حافظ | بهترین کارگردانی تلویزیونی       | محمد رحمانیان    | نامزدشده |
| ۱۳۸۵ | نهمین دوره جشن حافظ | بهترین فیلمنامه تلویزیونی        | محمد رحمانیان    | نامزدشده |
| ۱۳۸۵ | نهمین دوره جشن حافظ | بهترین بازیگر مرد درام تلویزیونی | افشین هاشمی      | نامزدشده |
| ۱۳۸۵ | نهمین دوره جشن حافظ | بهترین بازیگر مرد درام تلویزیونی | علی عمرانی       | نامزدشده |
| ۱۳۸۵ | نهمین دوره جشن حافظ | بهترین بازیگر زن درام تلویزیونی  | مهتاب نصیرپور    | نامزدشده |